# Paul Neu
Paul Neu (* 9. November 1881 in Neuburg an der Donau; † 16. März 1940 in München) war ein bayerischer Künstler, Gestalter und Illustrator.

## Leben und künstlerisches Schaffen

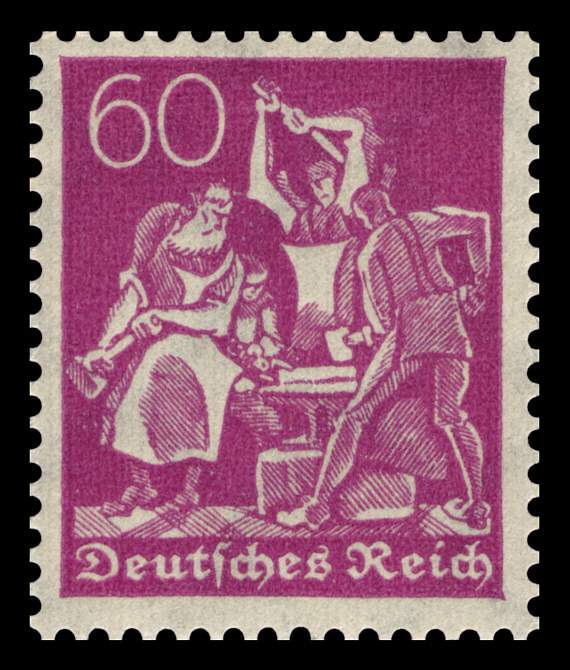
60 Pfennig-Dauermarke der Reichspost (1921) von Paul Neu

Paul Neu war Sohn eines Realschulrektors, lebte in Neuburg (Donau), Landau (Pfalz) und bis zum Abitur in Augsburg. Er studierte ab 1902 auf Wunsch seines Vaters Architektur in München, widmete sich aber bald ausschließlich dem Entwurf von Illustrationen, der graphischen Gestaltung von gegenständlichen Objekten, Festschriften, Kommersschriften, Reklamemarken, Briefmarken, Postkarten, Scherenschnitten und Plakaten. 1902 konnte Neu seine ersten Arbeiten veröffentlichen. Er illustrierte zahlreiche Broschüren und Bücher und entwarf Keramik in Zusammenarbeit mit Merkelbach und anderen Töpfereien. Außerdem gestaltete Paul Neu Bleiglasfenster. In Zusammenarbeit mit German Bestelmeyer entwarf er 1908 das Kunstfenster an der Westwand vom monumentalen Lichthof der Ludwig-Maximilians-Universität München. Das Fenster wurde im Zweiten Weltkrieg zerstört, wurde allerdings 2017 originalgetreu rekonstruiert. Bedeutende weitere Arbeiten waren für das Jubiläumsoktoberfest 1910, für das Ausstellungsgelände in München und für das Cisarenhaus, ebenfalls in München, sowie für die Deutsche Bücherei in Leipzig. 1912 gestaltete er eine Serie Werbemarken und -karten für die Firma Lazarus Eberhardt, Enzianbrennerei in München. Er war unter anderem Mitarbeiter der Zeitschrift „Feurjo“ und der legendären Zeitschrift „Die Jugend – Münchner illustrierte Wochenschrift für Kunst und Leben“.

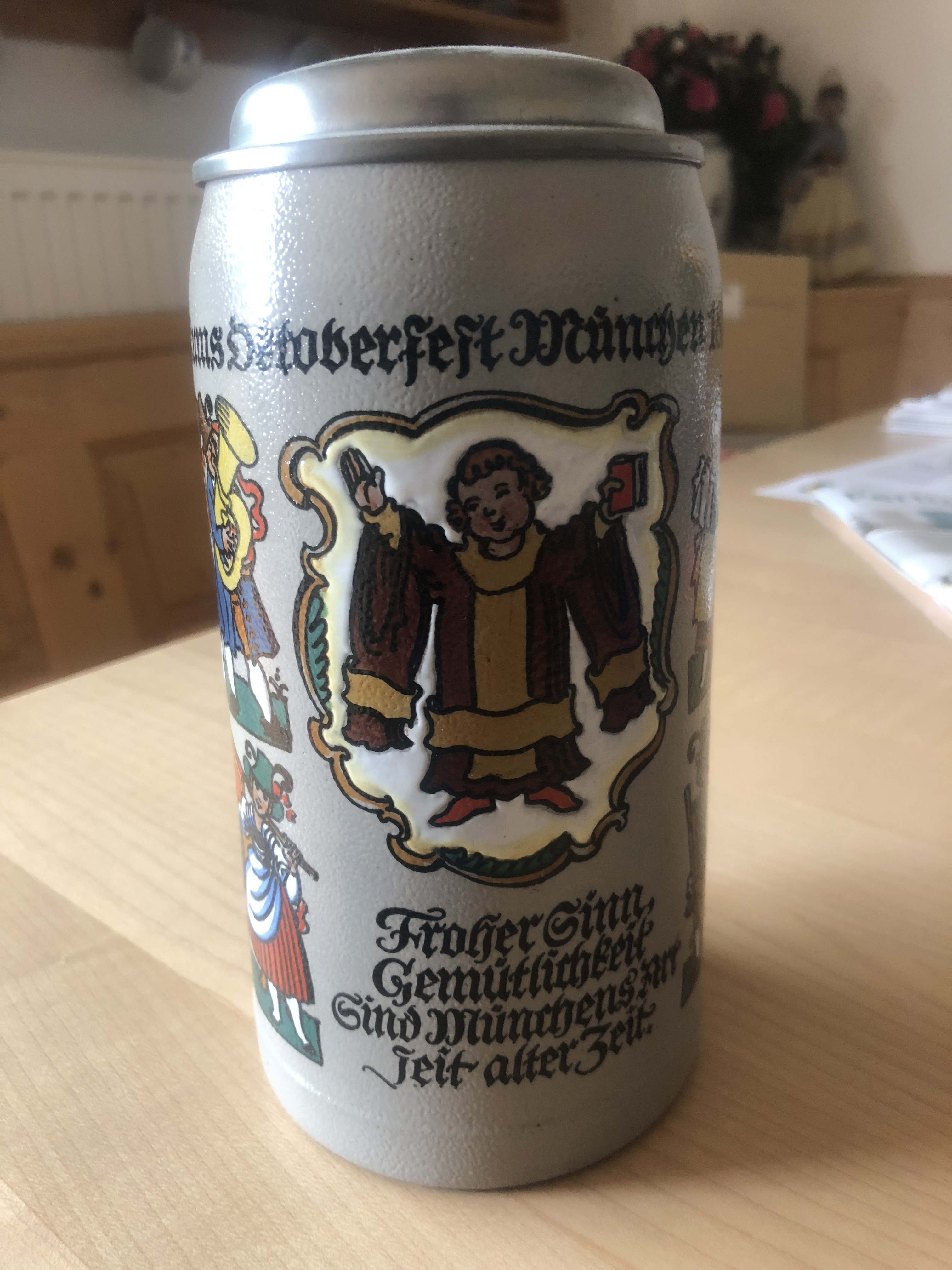
Jubiläumskrug zum Oktoberfest 1935

Für das Oktoberfest 1935 (Braune Wiesn) entwarf er das Design des 125-jährigen Jubiläumskruges.
Bei den großen Bombenangriffen auf München im Jahr 1944 wurde seine Schwabinger Atelierwohnung zerstört. Dabei ging ein Großteil seines Nachlasses verloren. Das Haus in Holzhausen blieb unversehrt.
Das Paul-Neu-Archiv Hinrichsen kann heute den überwiegenden Teil seines umfangreichen Schaffens nachweisen. Ein kleiner Weg am Englischen Garten in München ist ihm gewidmet.

## Ausstellungen
- 1941: Gedenkausstellungen zusammen mit Werken von Prof. Georgi im Lenbachhaus, München
- 1942: Ausstellung im Kunstverein, Maximiliansmuseum in Augsburg
- 2010: Ausstellung in der Galerie der Kreissparkasse München-Starnberg

## Werke (Auswahl)
Plakate
- Oktoberfest, 1910
- Ausstellung Elektrizität, 1911
- Kriegsanleihe 1918
- Nateswara Künstlerfest, um 1928

Buchillustrationen

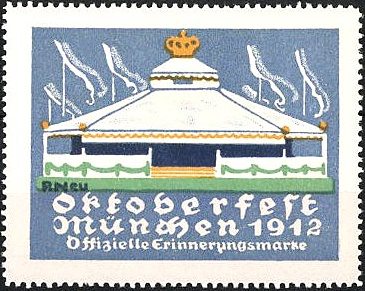
Paul Neu, Reklamemarke, Oktoberfest 1912

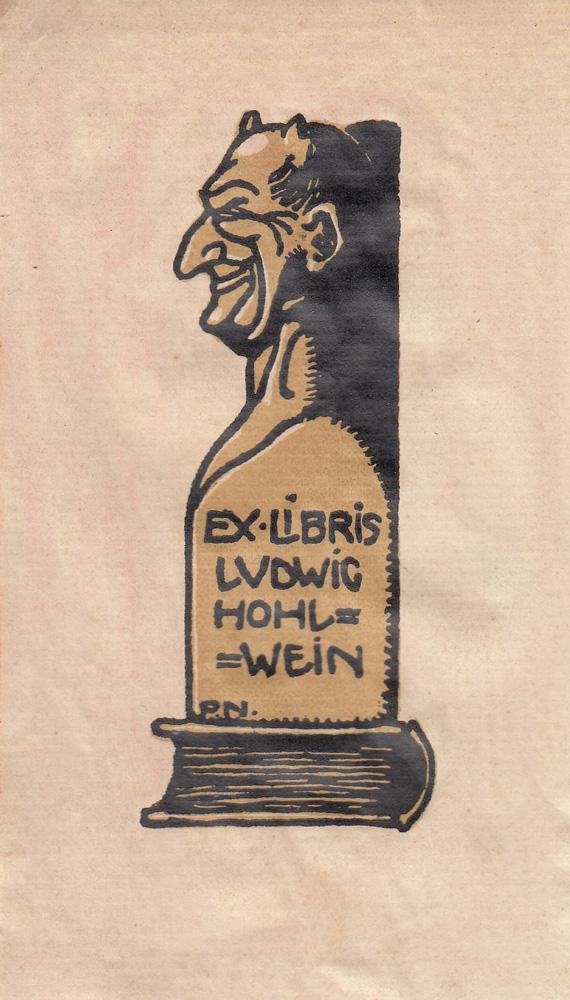
Exlibris für Ludwig Hohlwein, undatierte Lithografie

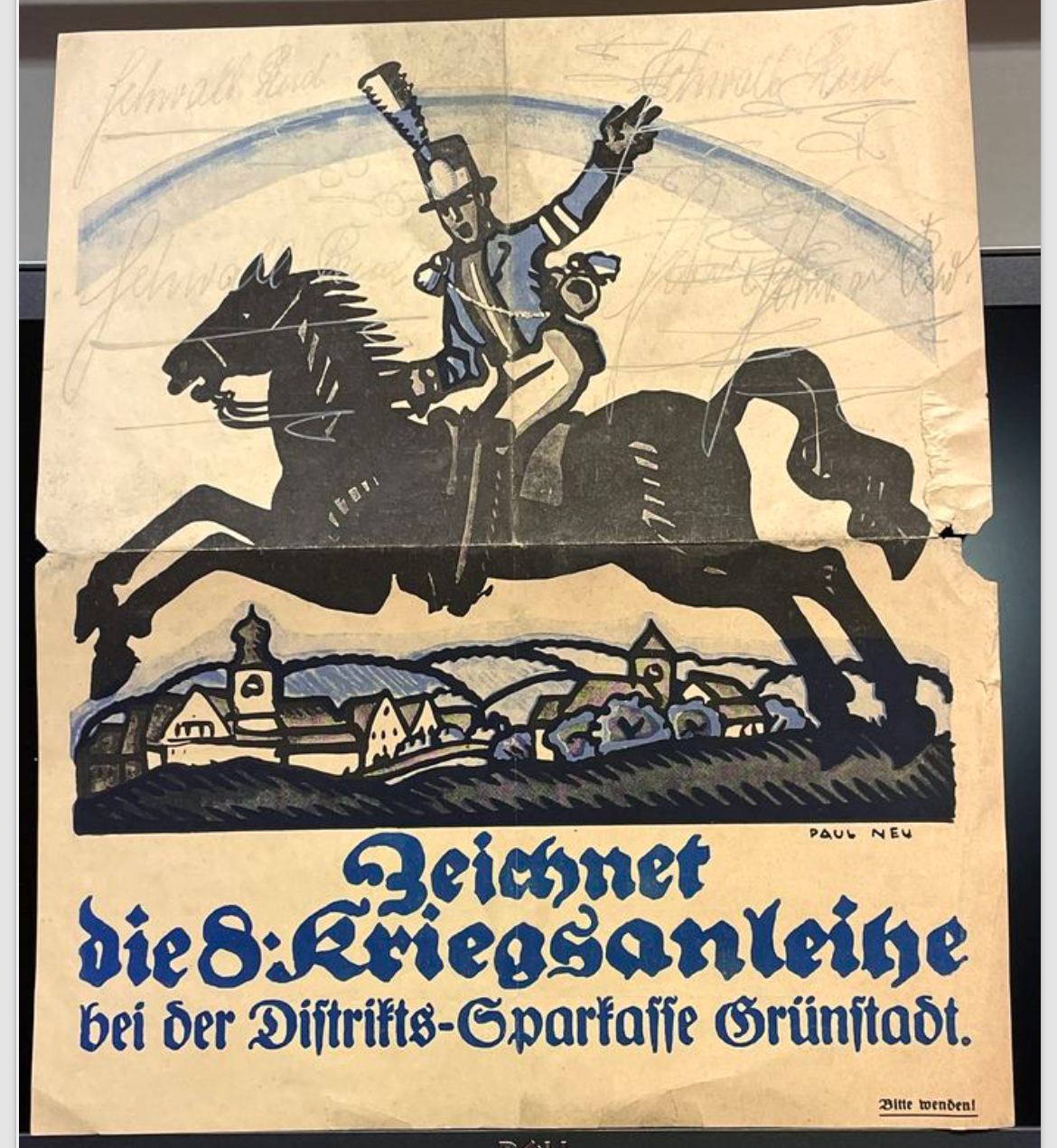
Signiertes Plakat zur Kriegsanleihe 1918

- 30-bändige Kriminalromanserie des Verlages Georg Müller, 1922–1930.
- Waldemar Bonsels: Menschenwege. Aus den Notizen eines Vagabunden. Verlag Rütten & Loenig, Frankfurt 1917
- Waldemar Bonsels: Kanonier Grimbarts Kriegsberichte.  München 1916
- Ernst von Destouches: Die Jahrhundertfeier des Münchener Oktoberfestes. 1910 und 1912
- Georg Goyert (Hrsg.): Liebesnovellen des französischen Mittelalters. Aus dem Altfranzösischen übertragen und eingeleitet von Georg Goyert. Verlag Georg Müller, München 1919
- Friedrich Haider: Friedrich Haider's immerwährender Tiroler Kalender. Rosenheimer Verlagshaus, 1974
- Kurt Huber und Kiem Pauli: Altbayerisches Liederbuch für Jung und Alt. Verlag Schott, Mainz 1936
- Kurt Huber und Ludwig Simbeck: Niederbairisches Liederbuch. Verlag Hieber und Schott, Mainz 1951
- Julius Kreis: Er Sie Es. Lustige Geschichten. Verlag Braun & Schneider, München 1940
- Johann Lachner: 999 Worte Bayrisch. Süddeutscher Verlag 1978
- Julie Lutz: Großmutters Leibspeisen. 936 Rezepte aus der Guten, Alten Zeit. Rosenheimer Verlagshaus 2002.
- Fritz Müller-Partenkirchen: München. Geschichten Verlag  Staackmann, Leipzig 1925
- Georg Queri: München und das Bayerische Hochland  1909.
- Georg Queri: Georg Queri's bayrischer Kalender auf das Jahr 1913. Verlag Piper, München 1912
- Georg Queri: Der schöne Soldatengesang vom dapfern Kolumbus (Der tapfere Columbus; ein schöner Soldatengesang) Verlag Piper, München 1973
- Georg Queri: Die weltlichen Gesänge des Egidius Pfanzelter von Polykarpszell 1912.
- Georg Queri: Weltliche Gesänge des Egidius Pfanzelter. Bayrische Geschichten Grobheiten und Lieder. Die Textauswahl besorgte Hans Praehofer. Verlag Piper, München 1968
- Georg Queri: Das bayrische Komödienbüchl. Gegen die bösen Stunden und die lange Weil geschrieben von Georg Queri. Verlag Huber, Diessen 1918
- Heinz Schauwecker: Das neue Teufelsaustreiben. Ein kräftiger Exorcismus gegen die sieben schlimmsten Teufel. Merian Verlag, München 1923
- Fritz Scheffel: Der gepfefferte Spruchbeutel – Alte deutsche Spruch-Weisheit. Gebrüder Richters Verlagsanstalt, Erfurt 1937
- Fritz Scheffel: Vom barockenen Frauenzimmer. Gebrüder Richters Verlagsanstalt, Erfurt 1941
- Fritz Scheffel: Das kleine Frauenzimmer Lexikon. Aus teutschen barocken Reimereien komponiert von Fritz Scheffel und mit kunstreichen Zeichnungen geschmücket von Paul Neu. Gebrüder Richters Verlagsanstalt, Erfurt 1941
- Walter Schmidkunz: Da is a Leben!,580 neue, waschechte, bairische Schnaderhüpfln, zusammengetragen von Walter Schmidkunz. Gebrüder Richters Verlagsanstalt, Erfurt 1941
- Walter Schmidkunz: Waschechte Weisheiten. Bairisch-bäurische Sprichwörter und Redensarten. Gebrüder Richters Verlagsanstalt, Erfurt 1936Einer der von Paul Neu gestalteten Notgeldscheine aus Großbreitenbach.

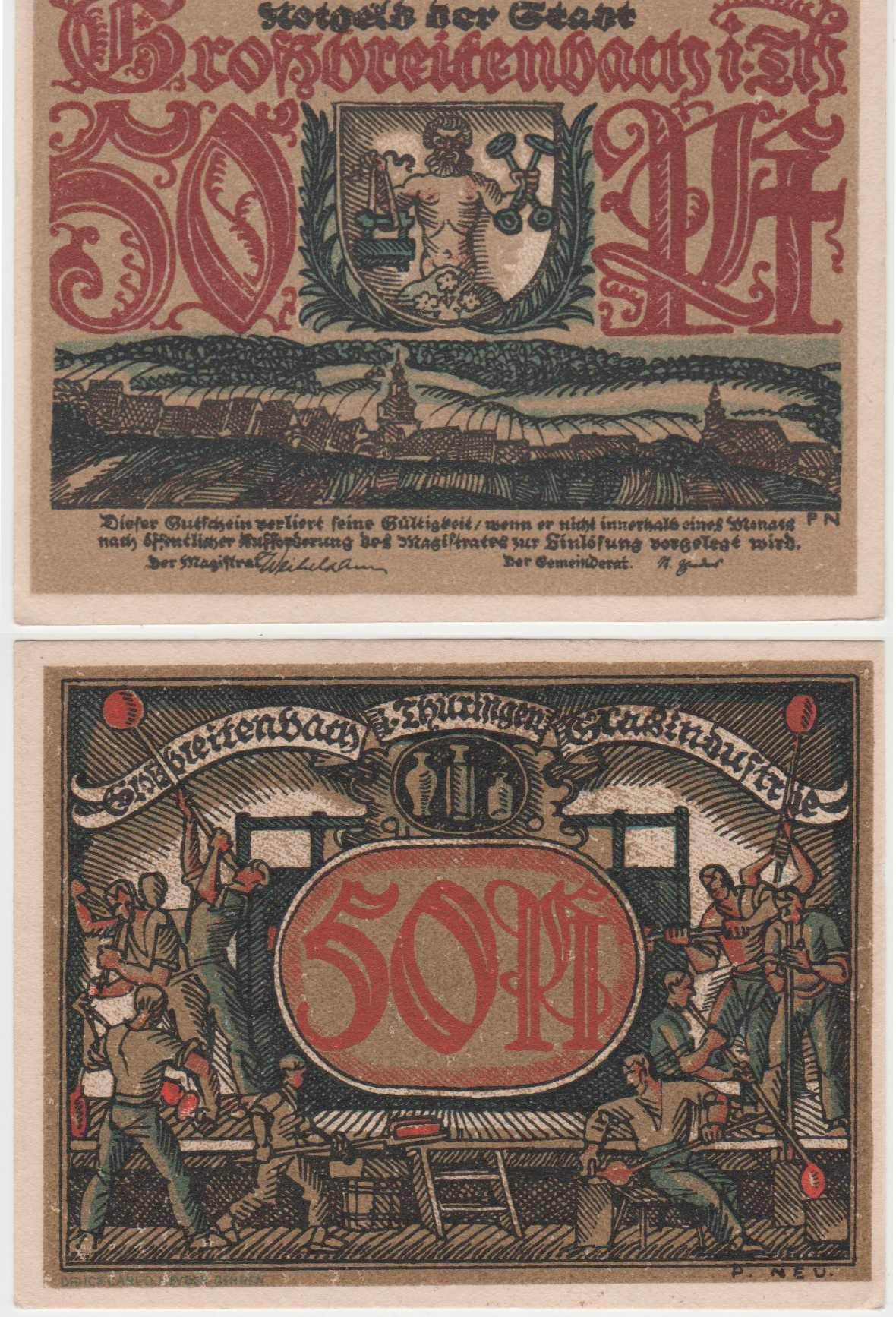
Einer der von Paul Neu gestalteten Notgeldscheine aus Großbreitenbach.

- Walter Schmidkunz: Das verliebte Büchl. Gebrüder Richters Verlagsanstalt, Erfurt 1940
- Walter Schmidkunz: Bauernballaden. Lustige und traurige Begebenheiten, Heldengsöng, Moritaten und Spitzbubenstückln nach dem Volksmund des Alpenlandes, gesammelt u. herausgegeben von Walter Schmidtkunz. Gebrüder Richters Verlagsanstalt, Erfurt 1940
- Walter Schmidkunz: Auf der Alm ... 365 waschechte Schnaderhüpfln. Gebrüder Richters Verlagsanstalt, Erfurt 1934
- Walter Schmidkunz(Hrsg.): Das leibhaftige Liederbuch unter Mitarbeit von Karl List und Wastl Fanderl. Gdebrüder Richters Verlagsanstalt, Erfurt 1938. Möseler, Wolfenbüttel 1959.
- Georg Fred Schnell: So lang der alte Peter ... Eine heit`re Moritat von der schönen Münch`ner Stadt. Kölner Universitätsverlag, Köln 1964
- Fritz Scholl: Der bayrische Hiasl. Verlag Hugendubel, München 1935
- Carl Borro Schwerla: Herzensnot in Wiesenrain. Ein krachlederner Schi-Roman. Deutscher Verlag der Wissenschaften Berlin, 1938.
- Afra Schulz: Lustiges Oberbayern. Altbayrisches Leben in Versen. Verlag Gustav Altenburg, 1927
- Eduard Stemplinger: Immerwährender Bayerischer Kalender. Rosenheim, Rosenheimer Verlagshaus, 1973
- Josef Ziermair: Beim einschichtig Thoma geht die Lieb um. Gebrüder Richters Verlagsanstalt, Erfurt 1938

Einbandgestaltung
- Max Dauthendey: Ausgewählte Lieder aus sieben Büchern. Albert Langen, München 1914.
- Therese Eichinger: Die gute Münchener Mehlspeisen-Küche, Haus- u. Weihnachtskonditorei. ca. 1910.
- Sven Elvestad: Der Mann der die Stadt plünderte. Deutsch von Hermann Kiy. Verlag Georg Müller, München 1926
- Fritz Müller: Ja! Ein Fritz-Müller-Buch. Verlag Staackmann, Leipzig 1935
- Georg Queri: Der wöchentliche Beobachter von Polykarpszell. Geschichten aus einer kleinen Redaktion 1911.

Lithographien
- Die geheimen Visionen einer Jungfrau. Unter Vermeidung alles Anstößigen herausgegeben von Alois Hierangel. Mit 19 handkolorierten Originallithographien von Paul Neu. Verlag Hausmann, München 1924

Reklamemarken
- 1910, 1922 und 1930 Passionsspiele in Oberammergau.
- 1912 Oktoberfest München
- 1912 Lazarus Eberhard, Blaukranz Enzian/Hochalmgold

Bleiglasfenster und Töpferwaren
- Cisariahaus in München, Rathaus in Schkeuditz, Deutsche Bücherei in Leipzig.
- Zahlreiche Entwürfe für Seidel, Bowlegefäss und Tabakstopf in Zusammenarbeit mit Merkelbach, Höhr-Grenzhausen und anderen Firmen.
- Rd. 50 Entwürfe für Fliesen mit bayerischen Motiven.
- Entwurf des Oktoberfest-Jubiläumskruges1935

Notgeldscheine
- Aus Großbreitenbach